# Oxytocin
«Oxytocin» (с англ. — «Окситоцин») — песня американской певицы Билли Айлиш, записанная 16 февраля 2021 года. Она вошла в её второй студийный альбом Happier Than Ever, вышедшего 30 июля 2021 года на лейблах Darkroom и Interscope Records. Айлиш и её брат Финнеас О’Коннелл написали её в соавторстве, в то время как последний занимался продюсированием.
Описанная как фаворит фанатов, песня «Oxytocin» получила широкое признание музыкальных критиков, некоторые из которых сравнили её с работами Crystal Castles, Граймс, Nine Inch Nails и Тимбалэнда. Многие критики увидели сходство между песней и дебютным материалом Айлиш, в первую очередь с «Bad Guy». После выпуска Happier Than Ever песня попала в чарты в ряде стран, в том числе попала в топ-40 в Австралии, Дании, Венгрии, Ирландии, Литве, Норвегии и Великобритании, а в Соединённых Штатах она заняла 72-е место. Айлиш исполнила её во время своего концертного фильма «Happier Than Ever: A Love Letter To Los Angeles» и на таких музыкальных фестивалях, как iHeartRadio Music Festival и Life Is Beautiful Music & Art Festival.

## История
«Oxytocin» написали Билли Айлиш и Финнеас, последний спродюсировал трек и обеспечил бэк-вокал. Это был последний трек, созданный для Happier Than Ever, записанный 16 февраля 2021 года в подвальной студии Финнеаса вместо «What I Wanna Hear?» в окончательном списке треков альбома. Певица рассказала о творческом процессе создания песни и сказала, что она названа в честь одноимённого гормона окситоцина, который выделяется в результате любви или родов. В интервью The Guardian Айлиш рассказала о вдохновении для трека, сказав, что «здесь вспыхнуло в [её] голове», добавив, что во время записи у неё в голове были сексуальные образы. Кроме того, она признала, что на заднем плане песни слышен лай её собаки Shark.
Она также отметила, что в альбоме «отсутствовала» песня, которая явно была бы «безумной вживую», поэтому и был создан «Oxytocin». Она также упомянула, что во время исполнения песни думает о сексе. Певица также сказала, что «Oxytocin» — «самая приятная» песня, и добавила, что это один из её любимых треков альбома. Финнеас гордился тем, что песня получилась благодаря «закрытому тремоло и дисторшну [искажению звуков]».

## Композиция
В музыкальном плане «Oxytocin» — это танцевальная музыка, EDM, электроника, электропоп, индастриал-поп и техно-песня с элементами дабстепа. Она исполняется в тональности ми минор, с темпом 125 ударов в минуту. Вокал Айлиш варьируется от E3 до B4, в то время как её вокальные данные были описаны как «хриплый шёпот», «тонкий», «горячий и слегка напряжённый». Песня содержит «техно-пульс», «всплески атонального синтеза», «оживлённый», «тяжёлый» и «жуткий» бас, «лоу-фай биты», «клубный грув», «вызывающее воспоминания вокальное эхо» и «гипнотический ритм». Прежде чем разразится финал, наступает секунда тишины; Кортни Ларрокка из Insider описала создание этого момента как «овердрайв».
Музыкальные критики охарактеризовали текст песни как «эротизированный», «возбуждённый», и «самая сексуальная песня Айлиш». В первом куплете Айлиш «исследует более непристойную сторону секса», используя двустишие: «Если вы молитесь только в воскресенье, не могли бы вы прийти ко мне в понедельник?» Потому что мне нравится делать то, что Бог не одобряет, если бы она увидела нас". Позже в треке Айлиш углубляется в свою сексуальность и эксперименты; в первом припеве она поёт: «Что скажут люди, если они будут слушать сквозь стену?». В припеве Айлиш буквально кричит: «Тебе действительно следует убежать» из-за баса, в то время как после припева она напевает: «Я хочу сделать тебе плохие вещи». Она заканчивает второй куплет гораздо более мрачным текстом: «Потому что, пока ты ещё дышишь / Ты даже не думаешь уходить».

## Отзывы
«Oxytocin» получил широкое признание критиков, в основном хваливших продюсирование, настроения и вокальную подачу. Поставив «Oxytocin» на шестое место из шестнадцати треков на Happier Than Ever, Ханна Дейли из Billboard назвала песню «редкостью» от Айлиш, поскольку она «откровенно сексуальна», и отметила, что «обычно слабый голос Айлиш» повышен на «дикий крик, когда она поясняет: „Тебе действительно следует бежать“». Дэйли также отметила, что постановка работает «в тандеме с лирикой Айлиш», поскольку она «усиливается в жаждущий, тяжёлый ритм». Гил Кауфман из той же публикации охарактеризовал ритм песни как «драматический». В журнале NME критик Эль Хант связал «Oxytocin» с «футуристическим звучанием» дебютного студийного альбома Айлиш «When We All Fall Asleep, Where Do We Go?» (2019), а Карл Уилсон из журнала Slate назвал его сходным с «Bad Guy» — из-за «стилизации клавишных и вокала».
Ещё одно сравнение с материалом дебютного альбома Айлиш было сделано в статье Hot Press, где Эд Пауэр назвал "Oxytocin " чем-то напоминающим «Bad Guy», но с «некоторым дабстепом в его душе», дополнительно отметив, что песня имеет «шаткий» грув. Трек также сходно сравнивали с более ранним номером певицы в статьях, опубликованных на The Ringer, причём Роб Харвилла описал его как «самый быстрый, самый громкий, самый гипнотический и разрушительный момент [в альбоме]». Стюарт Дердейн из Vancouver Sun назвал трек «гипнотическим», отметив, что это «классическая жуткая Билли». В издании The A.V. Club Алекс МакЛеви назвал трек «дерзкой одой похоти».
Бриттани Спанос из Rolling Stone назвала его ритм «облегающим», в то время как в той же публикации Энджи Марточчо сказала, что песня «абсолютно должна быть выделена в отдельный жанр». Ларокка назвал трек «горячим», в то время как Калли Алгрим из Insider похвалила продюсирование Финнеаса; аналогично, Ребекка Брайтфеллер из Young Hollywood похвалила трек за «супер-оптимистичный бас» и за то, как он «прекрасно описывает изображаемые чувства о „гормоне любви“ окситоцине». Эмма Холбрук из The Forty-Five назвала припев песни одним из самых мрачных стихов в альбоме. Марк Кеннеди из ABC News высказал мнение, что трек начинается как «сексуальный выход», что он назвал «подходящим» из-за того, что гормон, который дал песне своё название, получил в свою очередь своё исходное название от управления воспроизведением. Кроме того, он заметил, что песня «блестяще сдвигается на полпути, превращая похоть во что-то более тёмное». В статье для Cult MTL Дэйв Макинтайр сказал, что Айлиш «скользит по глючной постановке брата Финнеаса».
В статье, написанной для The Focus, Оливия Олфин сказала, что «Oxytocin» продолжается «в духе предыдущего сингла „NDA“, с низкими битами и хрипловатым вокалом»; аналогичным образом Эллен Пирсон-Хаггер из New Statesman описала трек как «хрипловатую, тяжёлую синтезаторную» песню. Кейт Соломон из i сказала, что «вся спальня бьётся и вздыхает, когда Айлиш официально вступает в эру роковой женщины». Крис Уиллман из Variety похвалил песню, поскольку она «сильнее опирается на бит, чтобы поставить вас на ноги, это долгожданный глоток горячего воздуха», в то время как Микаэль Вуд из Los Angeles Times сказал, что «[Айлиш] едет с ритмом отбойного молотка в клаб-груве с головокружительной угрозой». Алекс Свир из журнала Flood Magazine сказал, что трек «кивает острым углам её ранних синглов, когда слушатель убеждается, что такого рода вещи не появятся». «Oxytocin» был описан как хит «banger» Сальваторе Майки из The Fader и Стюартом Дердейном из Vancouver Sun. Альгрим из Insider сказал, что трек напоминает ей «освещённый неоновым светом клуб» с «Айлиш в центре» — «мощная и притягательная» — сравнивая его с энергией, потребляемой сверхмассивной чёрной дырой. В AllMusic Нил З. Юнг высказал мнение, что трек «[пульсирует] оживает с глубокими басами и толстым битом», назвав его «похотливым» и «клубным хитом в процессе становления». Эд Пауэр из The Quietus написал, что «[Айлиш] излучает кошмарную угрозу. Это наполовину взрыв, наполовину плохой сон, от которого невозможно проснуться». В журнале Atwood Magazine Мариэль Фешик охарактеризовала эту песню как «мрачный клубный трек» и отметила, что она добавляет «столь необходимый удар в первую половину альбома». Джейсон Фридман из Paste назвал эту песню «самым горячим и сексуальным треком, который автор песен выпустил на данный момент», который содержит ту же «энергетическую магию», которая определяет самые большие хиты Айлиш, «обещая снести танцполы в ночных клубах». В своей статье для MTV Афина Серрано считает, что «это идеальная песня, которая поможет вам развлечься». Миранда Сойер из The Guardian сказала, что песня напоминает ей о «тёмных клубах в 3 часа ночи». Назвав трек «неземным» и «неожиданной изюминкой альбома», Холли Мосли из Contact Music написала, что он «заставляет нас тосковать по танцполу». Хорди Бардажи из Jenesaispop назвал это «бопом» и «хлыстом» с «захватывающим дух ритмом» и «немного форсированным духом техно».
Песня «Oxytocin» получила множество сравнений с работами других исполнителей. В статье для The Line of Best Fit Мэтью Кент отметил, что песня «готова для клуба», назвав её «гимном в стиле шёпот-поп» и «горячим и тяжёлым» хитом. Кент утверждает, что продюсирование Финнеаса напоминает Тимбалэнда, а Айлиш «вызывает дух» песни Нелли Фуртадо Loose (2006). Алргрим также сравнил песню с Тимбаландом и Фуртадо, а также с Граймс и поздней Sofi Tukker. Куинн Морленд из Pitchfork назвал «Oxytocin» «очевидным хитом», написав, что песня «помещает знаменитый придыхательный шёпот Айлиш глубоко в стены тёмного, душного клуба», и что она «начинается знойно, с перекатываниями тела, а затем поворачивается на месте и вылетает в окно в блице синтезаторов в стиле Crystal Castles или ранней Граймс». Другое сравнение с Crystal Castles было сделано в статье Stereogum, написанной Томом Брейханом. Для Spin, Илана Каплан сказала, что трек «создаёт атмосферную рейв-сцену 90-х, которая напоминает ранние Nine Inch Nails через захватывающие синтезаторы»; Линдси Золадз из The New York Times также нашла сходство между «Oxytocin» и музыкой Nine Inch Nails. В статье в сетевом издании Chorus.fm редакции материал очень понравился, Аарон Мук и Адам Гранди сравнили песню с группой Nine Inch Nails, первый также похвалил размещение «Oxytocin» после «Billie Bossa Nova» и «My Future», в то время как Гаррет Лемон поместил её как «изюминку альбома» наряду с заглавным треком альбома и «NDA».

### Итоговые списки
| Публикация        | Список                                | Ранг | Ссылка |
| ----------------- | ------------------------------------- | ---- | ------ |
| Los Angeles Times | The 100 Best Songs of 2021            | 30   | [ 52 ] |
| Pitchfork         | The Best Music of 2021: Top 100 Songs | 86   | [ 53 ] |
| Slant Magazine    | The 50 Best Songs of 2021             | 7    | [ 54 ] |

## Продвижение и коммерческий успех
«Oxytocin» был выпущен в качестве пятого трека во втором студийном альбоме Айлиш Happier Than Ever 30 июля 2021 года. Одновременно с этим на официальный YouTube-канал певицы был загружен лирик-клип на трек. Официальный магазин Айлиш также начал продавать толстовку с капюшоном «Oxytocin». Песня вошла в топ-40 в восьми хит-парадах, заняв 12-е место в Hot Rock & Alternative Songs (США), № 24 в Ирландии, № 25 в Литве, № 32 в Великобритании с 11 864 продажами, № 33 в Норвегии, № 34 в Дании, № 38 в Австралии и № 39 в Billboard Global 200. Он также дебютировал под номером № 72 в США.

### Концертные исполнения
Живое исполнение трека включено в концертный фильм под названием Happier Than Ever: A Love Letter to Los Angeles, который был опубликован 31 августа 2021 года, за три дня до выхода фильма. Выступление начинается с анимационного ролика, в котором персонаж Айлиш едет на Porsche, а реальный концерт проходил в Голливуд-боул. Во время выступления певица была окружена красным светом и сопровождалась клавишными Финнеаса и барабанщиком. После крика в припеве Айлиш видна прыгающей. Концерт получил признание критиков. Деррик Россиньол из Uproxx назвал его «грандиозным», в то время как Альгрим назвал его «выдающимся» и «пульсирующим». В журнале Billboard критик Гил Кауфман назвал его «интенсивным», в то время как Сидней Урбанек похвалил постановку концерта. Мариса Уитакер из Spin сказала, что певица «излучает современную готическую атмосферу, танцует и поёт среди мигающих стробоскопов», тогда как Абрар Аль-Хити из Cnet считает это «выдающимся выступлением» с «мигающими красными огнями и блаженным хаосом». Айлиш исполнила «Oxytocin» во время своего сета из пяти песен на музыкальном фестивале iHeartRadio в 2021 году 19 сентября. Через день она включила эту песню в свой сет на музыкальном фестивале Life Is Beautiful Music & Art Festival.

## Чарты
| Чарт (2021)                                  | Высшая позиция |
| -------------------------------------------- | -------------- |
| Австралия (ARIA)                             | 38             |
| Канада (Billboard Canadian Hot 100)          | 47             |
| Чехия (Singles Digitál Top 100)              | 99             |
| Дания (Tracklisten)                          | 34             |
| Франция (SNEP)                               | 130            |
| Мир (Billboard Global 200)                   | 39             |
| Греция (IFPI)                                | 51             |
| Венгрия (Rádiós Top 40)                      | 39             |
| Венгрия (Single Top 40)                      | 30             |
| Ирландия (IRMA)                              | 24             |
| Литва (AGATA)                                | 25             |
| Норвегия (VG-lista)                          | 33             |
| Словакия (Singles Digitál Top 100)           | 99             |
| Швеция (Sverigetopplistan)                   | 52             |
| Великобритания (OCC UK Singles)              | 32             |
| США (Billboard Hot 100)                      | 72             |
| США (Billboard Hot Rock & Alternative Songs) | 12             |

| Чарт (2021)                                   | Позиция |
| --------------------------------------------- | ------- |
| США (Hot Rock & Alternative Songs, Billboard) | 93      |